# Milloradors del pa

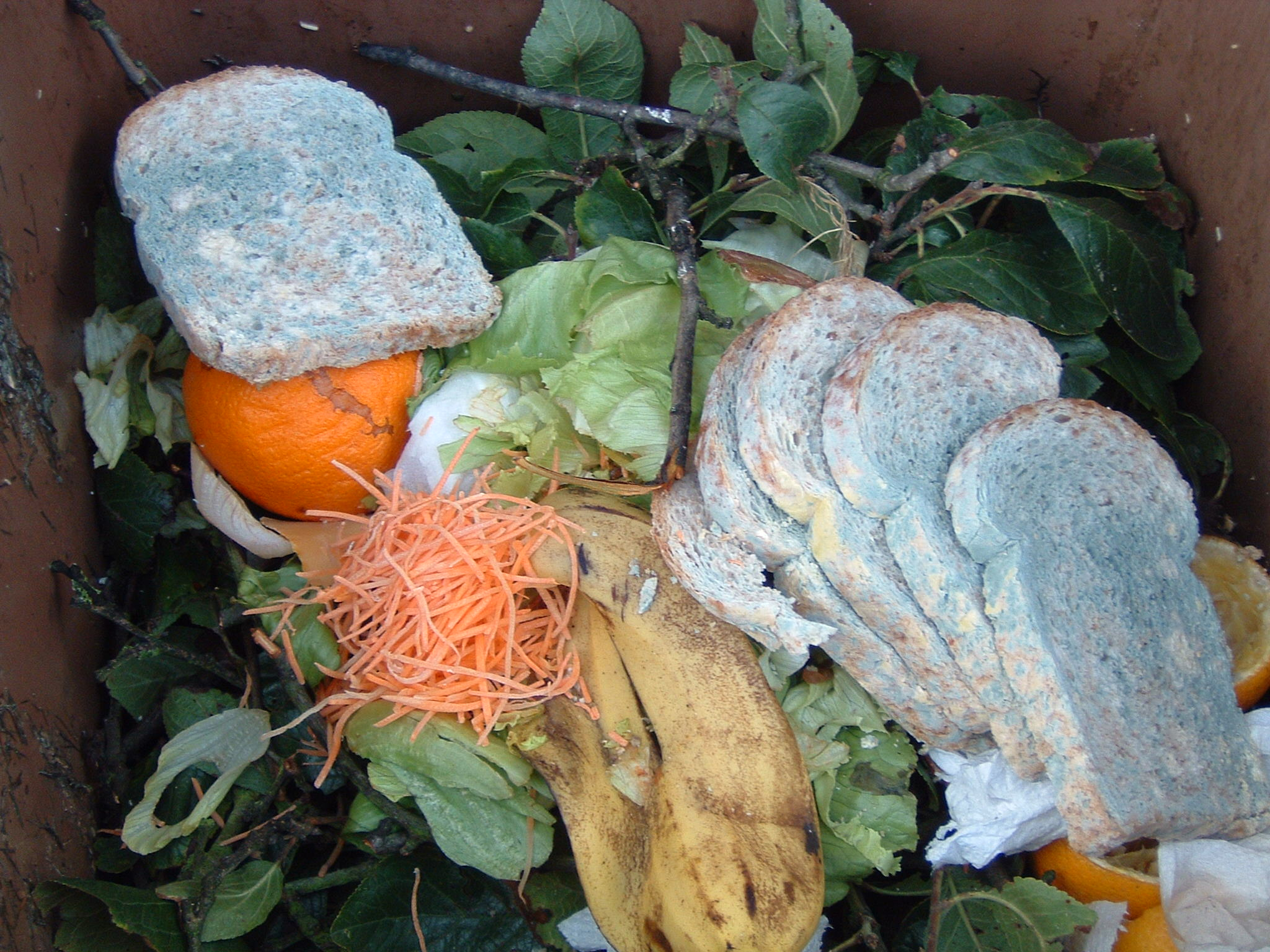
Els milloradors del pa de vegades incideixen en evitar l'atac de fongs (fungicida s).

Es denominen  milloradors del pa  aquells additius afegits a la farina i l'aigua que procuren millorar les qualitats físiques, d'elaboració, propietats organolèptiques finals i de conservació del pa. S'estan emprant des de mitjans del segle xx. Solen comercialitzar sota l'aspecte de mescles de components químics que s'aboquen a la massa com un additiu alimentari. Avui dia es comercialitzen en diferents formes, alguns d'ells estan especialitzats en un procés específic (milloradors de la massa, de l'escorça, etc.).

## Classificació
- Fermentació  - Els midons que hi ha a la farina resulten difícils de ser processats pels llevats en la fermentació, és per aquesta raó per la qual s'afegeixen enzims com la lipasa, l'amilasa per tal de poder assolir cadenes de polisacàrids de baixa longitud (més processables pels llevats): disacàrids. La proteasa que actua directament sobre el gluten i permet una major retenció de gas CO  2  procedent de la fermentació. El que condueix a millorar l'estructura de la molla. El clorur d'amoni té propietats similars.
- Antioxidants  - Els antioxidants s'afegeixen per tal de mantenir les propietats del pa el més estables possibles, un dels més polèmics emprats són el hidroxibutilanisol (BHA) i el hidroxibutiltoluè (BHT).[1][2]
- Propietats mecàniques de la massa  - En aquests casos sol afegir àcid ascòrbic.[3] El bromat de potassi i els hidroclorurs.
- Conservants  - alguns additius tenen la propietat de conservar durant més temps les propietats del pa, d'aquesta manera es fa ús d'hidrocols,[4]

## Salut
El seu ús ha estat envoltat des dels seus començaments de serioses preocupacions sobre la salut tant dels forners, com dels usuaris finals: els consumidors. En els treballadors del pa s'ha pogut detectar que en alguns casos l'asma així com la rinitis es pot haver produït com una sensibilització als al·lergènics.